# Аккайин (Буландинський район)
Аккайи́н (каз. Аққайың) — село у складі Буландинського району Акмолинської області Казахстану. Входить до складу Вознесенського сільського округу.
Населення — 336 осіб (2021; 397 у 2009, 460 у 1999, 560 у 1989).
Національний склад станом на 1989 рік:
- росіяни — 51 %.

До 2007 року село називалося Білоцерковка.